# Kumano (1936)
Kumano (japonsky 熊野, „Zvoník dřípatky“? – řeka v Japonsku) byl čtvrtý a poslední těžký křižník Japonského císařského námořnictva třídy Mogami, který se účastnil bojů druhé světové války. Celou svoji kariéru prožil Kumano jako vlajková loď 7. křižníkové divize (第7巡洋艦戦隊 Dai-šiči Džunjókan Sentai), ve které sloužily i jeho mladší sesterské lodě.
Ještě před válkou se v červenci 1941 podílela na japonské okupaci vichistické Kočinčíny. Po vypuknutí války v Pacifiku podporoval japonský postup v Britské Malajsii a Holandské východní Indii. V rámci Ozawova Malackého svazu se počátkem dubna 1942 zúčastnil nájezdu do indického oceánu a poté v červnu téhož roku bitvy u Midway. V rámci bojů o Guadalcanal se zúčastnil bitev u východních Šalomounů a u Santa Cruz. V roce 1944 se zúčastnil bitvy ve Filipínském moři a nakonec bitvy u Leyte, konkrétně bitvy u ostrova Samar. Při doprovodu konvoje z Manily do Takao byl 6. listopadu 1944 těžce poškozen dvěma torpédy z amerických ponorek a během oprav v Santa Cruz na Luzonu jej 20. ledna 1945 potopila letadla z USS Ticonderoga.

## Služba
Dne 23. června 1943 se v Truku na Kumano nalodila část 28. protiletecké jednotky (pravděpodobně 防空隊 bókútai) a spolu s těžkým křižníkem Suzuja a torpédoborci Niizuki, Ariake a Suzukaze vyplul Kumano do Rabaulu. Tam dorazil 25. června a po vyložení transportu se vrátil zpět na Truk.